# Dennis Dressel
Dennis Dressel (Dachau, 26 ottobre 1998) è un calciatore tedesco, centrocampista dell'Ulma.

## Carriera
Cresciuto nel settore giovanile del Monaco 1860, nel 2017 è stato assegnato alla squadra riserve in Oberliga (quinta divisione tedesca) e l'anno successivo ha debuttato in prima squadra nell'incontro di Regionalliga (quarta divisione) vinto 4-1 contro il Bayreuth, nel quale ha trovato anche la sua prima rete; in questa stagione vince inoltre il campionato, conquistando così la promozione in terza divisione. Promosso stabilmente in prima squadra a partire dalla stagione 2019-2020, con i bavaresi ha giocato altre tre stagioni in terza divisione.
Nell'estate del 2022 è stato acquistato dall'Hansa Rostock, club di seconda divisione, ed il 17 luglio ha esordito in 2. Bundesliga nella partita persa 1-0 contro l'Heidenheim. Ha segnato il suo primo gol con la nuova squadra il 12 marzo 2023, nella trasferta pareggiata 1-1 contro l'Hannover 96.
Il 27 luglio 2024 ha firmato un contratto biennale con il Grazer AK, club della prima divisione austriaca, ma dopo 14 presenze, nel calciomercato invernale seguente è stato ceduto in prestito all'Ulma nella seconda divisione tedesca.

## Statistiche

### Presenze e reti nei club
Statistiche aggiornate al 25 aprile 2025.
| Stagione              | Squadra               | Campionato            | Campionato | Campionato | Coppe nazionali | Coppe nazionali | Coppe nazionali | Coppe continentali | Coppe continentali | Coppe continentali | Altre coppe | Altre coppe | Altre coppe | Totale | Totale | Totale |
| Stagione              | Squadra               | Comp                  | Pres       | Reti       | Comp            | Pres            | Reti            | Comp               | Pres               | Reti               | Comp        | Pres        | Reti        | Pres   | Reti   |        |
| --------------------- | --------------------- | --------------------- | ---------- | ---------- | --------------- | --------------- | --------------- | ------------------ | ------------------ | ------------------ | ----------- | ----------- | ----------- | ------ | ------ | ------ |
| 2017-2018             | Monaco 1860 II        | OL                    | 24         | 3          | -               | -               | -               | -                  | -                  | -                  | -           | -           | -           | 24     | 3      |        |
| 2018-2019             | Monaco 1860 II        | OL                    | 24         | 9          | -               | -               | -               | -                  | -                  | -                  | -           | -           | -           | 24     | 9      |        |
| 2021-2022             | Monaco 1860 II        | OL                    | 1          | 0          | -               | -               | -               | -                  | -                  | -                  | -           | -           | -           | 1      | 0      |        |
| Totale Monaco 1860 II | Totale Monaco 1860 II | Totale Monaco 1860 II | 49         | 12         |                 | -               | -               |                    | -                  | -                  |             | -           | -           | 49     | 12     |        |
| 2017-2018             | Monaco 1860           | RL                    | 1          | 1          | CG              | 0               | 0               | -                  | -                  | -                  | BP          | 0           | 0           | 1      | 1      |        |
| 2018-2019             | Monaco 1860           | 3L                    | 3          | 0          | CG              | 0               | 0               | -                  | -                  | -                  | BP          | 2           | 0           | 5      | 0      |        |
| 2019-2020             | Monaco 1860           | 3L                    | 33         | 6          | -               | -               | -               | -                  | -                  | -                  | BP          | 3           | 0           | 36     | 6      |        |
| 2020-2021             | Monaco 1860           | 3L                    | 36         | 8          | CG              | 1               | 0               | -                  | -                  | -                  | BP          | 2           | 0           | 39     | 8      |        |
| 2021-2022             | Monaco 1860           | 3L                    | 37         | 2          | CG              | 3               | 0               | -                  | -                  | -                  | BP          | 2           | 1           | 42     | 3      |        |
| Totale Monaco 1860    | Totale Monaco 1860    | Totale Monaco 1860    | 110        | 17         |                 | 4               | 0               |                    | -                  | -                  |             | 9           | 1           | 123    | 18     |        |
| 2022-2023             | Hansa Rostock         | 2L                    | 34         | 2          | CG              | 1               | 0               | -                  | -                  | -                  | -           | -           | -           | 35     | 2      |        |
| 2023-2024             | Hansa Rostock         | 2L                    | 34         | 2          | CG              | 2               | 0               | -                  | -                  | -                  | -           | -           | -           | 36     | 2      |        |
| Totale Hansa Rostock  | Totale Hansa Rostock  | Totale Hansa Rostock  | 68         | 4          |                 | 3               | 0               |                    | -                  | -                  |             | 9           | 1           | 71     | 4      |        |
| 2024-gen. 2025        | Grazer AK             | BL                    | 14         | 0          | CA              | 1               | 0               | -                  | -                  | -                  | -           | -           | -           | 15     | 0      |        |
| gen.-giu. 2025        | Ulma                  | 2L                    | 11         | 1          | CG              | 0               | 0               | -                  | -                  | -                  | -           | -           | -           | 11     | 1      |        |
| Totale carriera       | Totale carriera       | Totale carriera       | 252        | 34         |                 | 8               | 0               |                    | -                  | -                  |             | 9           | 1           | 269    | 35     |        |

## Palmarès

### Club

#### Competizioni nazionali
- Regionalliga: 1

Monaco 1860: 2017-2018 (girone Baviera)

#### Competizioni regionali
- Bayernpokal: 1

Monaco 1860: 2019-2020